# Morannes-sur-Sarthe
Morannes-sur-Sarthe is een voormalige gemeente in het Franse departement Maine-et-Loire (regio Pays de la Loire). De plaats maakte deel uit van het arrondissement Angers. Morannes-sur-Sarthe is op 1 januari 2016 ontstaan door de fusie van de gemeenten Chemiré-sur-Sarthe en Morannes. Reeds op 1 januari 2017 fuseerde Morannes-sur-Sarthe met de gemeente Daumeray tot de gemeente Morannes sur Sarthe-Daumeray.

## Geografie
Morannes-sur-Sarthe ligt aan de rivier de Sarthe, wat een rol heeft gespeeld in de geschiedenis en ontwikkeling van de gemeente. Het gebied is omgeven door een mix van agrarisch land en bossen, wat het aantrekkelijk maakt voor zowel landbouw als recreatie.

## Geschiedenis
De geschiedenis van Morannes-sur-Sarthe gaat terug tot de middeleeuwen, met tal van historische gebouwen en locaties die het rijke verleden van de gemeente weerspiegelen. Zowel Chemiré-sur-Sarthe als Morannes hadden hun eigen historische kerken en kastelen, die nu deel uitmaken van het erfgoed van de gefuseerde gemeente.

## Bezienswaardigheden
- Château de Morannes: Een kasteel dat dateert uit de 15e eeuw en nu een historisch monument is.
- Église Saint-Germain: De kerk van Morannes, met elementen die teruggaan tot de 12e eeuw.

## Cultuur en Evenementen
Morannes-sur-Sarthe organiseert verschillende jaarlijkse evenementen, waaronder een zomermarkt, dorpsfeesten en culturele festivals. De gemeenschap is trots op haar lokale tradities en er is een actieve vereniging die zorgt voor het behoud van het culturele erfgoed.